# 오리 (음반)
《오리》(Ori)는 가수 오리의 데뷔 앨범이다. 

## 수록곡
1. 눈이 내려와
2. 새
3. 마이 러브(My Love)
4. 그대 이름
5. 이런 사람
6. 미운 오리 새끼
7. 눈이 내려와 연주곡